# Жигодін-Бей
Жигодін-Бей (рум. Jigodin-Băi) — село у повіті Харгіта в Румунії. Адміністративно підпорядковане місту М'єркуря-Чук.
Село розташоване на відстані 212 км на північ від Бухареста, 2 км на південь від М'єркуря-Чука, 77 км на північ від Брашова.

## Населення
За даними перепису населення 2002 року у селі проживали 57 осіб, з них 53 особи (93,0%) угорців. Рідною мовою 53 особи (93,0%) назвали угорську.